# Liga mistrů UEFA 1995/1996
Sezóna 1995/96 byla 41. ročníkem Ligy mistrů UEFA a zároveň 4. ročníkem po přejmenování. Jejím vítězem se stal italský klub Juventus FC.
Byl to druhý ze tří ročníků, kdy mistři zemí s nejhorším koeficientem nehráli předkolo Ligy mistrů, ale vstupovali do Poháru UEFA. Poprvé se za vítězství udělovaly 3 body místo dvou.

## Předkolo
FK Dynamo Kyjev vyhrálo v dvojzápasu proti celku Aalborg BK, ale v prvním kole základní skupiny se pokusili podplatit rozhodčího. Byli vyloučeni ze soutěže a v základní skupině je nahradil právě Aalborg.
| Domácí v 1. zápase      | Celkem | Hosté v 1. zápase    | 1. zápas | 2. zápas |
| ----------------------- | ------ | -------------------- | -------- | -------- |
| Casino Salzburg         | 0–1    | FC Steaua București  | 0–0      | 0–1      |
| Grasshopper Club Zürich | 2–1    | Maccabi Tel Aviv     | 1–1      | 1–0      |
| Rangers FC              | 1–0    | Anorthosis Famagusta | 1–0      | 0–0      |
| Legia Warszawa          | 3–1    | IFK Göteborg         | 1–0      | 2–1      |
| FK Dynamo Kyjev         | 4–1    | Aalborg BK           | 1–0      | 3–1      |
| Rosenborg               | 4–3    | Beşiktaş JK          | 3–0      | 1–3      |
| RSC Anderlecht          | 1–2    | Ferencváros          | 0–1      | 1–1      |
| Panathinaikos           | (v)1–1 | Hajduk Split         | 0–0      | 1–1      |

## Základní skupiny

### Skupina A
| Tým           | Z | V | R | P | VG | IG | +/- | B  |
| ------------- | - | - | - | - | -- | -- | --- | -- |
| Panathinaikos | 6 | 3 | 2 | 1 | 7  | 3  | +4  | 11 |
| Nantes        | 6 | 2 | 3 | 1 | 8  | 6  | +2  | 9  |
| FC Porto      | 6 | 1 | 4 | 1 | 6  | 5  | +1  | 7  |
| Aalborg BK    | 6 | 1 | 1 | 4 | 5  | 12 | -7  | 4  |

### Skupina B
| Tým                 | Z | V | R | P | VG | IG | +/- | B  |
| ------------------- | - | - | - | - | -- | -- | --- | -- |
| FK Spartak Moskva   | 6 | 6 | 0 | 0 | 15 | 4  | +11 | 18 |
| Legia Warszawa      | 6 | 2 | 1 | 3 | 5  | 8  | -3  | 7  |
| Rosenborg           | 6 | 2 | 0 | 4 | 11 | 16 | -5  | 6  |
| Blackburn Rovers FC | 6 | 1 | 1 | 4 | 5  | 8  | -3  | 4  |

### Skupina C
| Tým                 | Z | V | R | P | VG | IG | +/- | B  |
| ------------------- | - | - | - | - | -- | -- | --- | -- |
| Juventus FC         | 6 | 4 | 1 | 1 | 15 | 4  | +11 | 13 |
| Borussia Dortmund   | 6 | 2 | 3 | 1 | 8  | 8  | 0   | 9  |
| FC Steaua București | 6 | 1 | 3 | 2 | 2  | 5  | -3  | 6  |
| Rangers FC          | 6 | 0 | 3 | 3 | 6  | 14 | -8  | 3  |

### Skupina D
| Tým                | Z | V | R | P | VG | IG | +/- | B  |
| ------------------ | - | - | - | - | -- | -- | --- | -- |
| AFC Ajax           | 6 | 5 | 1 | 0 | 15 | 1  | +14 | 16 |
| Real Madrid        | 6 | 3 | 1 | 2 | 11 | 5  | +6  | 10 |
| Ferencváros        | 6 | 1 | 2 | 3 | 9  | 19 | -10 | 5  |
| Grasshopper Zürich | 6 | 0 | 2 | 4 | 3  | 13 | -10 | 2  |

## Play off

### Čtvrtfinále
| Domácí v 1. zápase | Celkem | Hosté v 1. zápase | 1. zápas | 2. zápas |
| ------------------ | ------ | ----------------- | -------- | -------- |
| Real Madrid        | 1–2    | Juventus FC       | 1–0      | 0–2      |
| Nantes             | 4–2    | FK Spartak Moskva | 2–0      | 2–2      |
| Borussia Dortmund  | 0–3    | AFC Ajax          | 0–2      | 0–1      |
| Legia Warszawa     | 0–3    | Panathinaikos     | 0–0      | 0–3      |

### Semifinále
| Domácí v 1. zápase | Celkem | Hosté v 1. zápase | 1. zápas | 2. zápas |
| ------------------ | ------ | ----------------- | -------- | -------- |
| Juventus FC        | 4–3    | Nantes            | 2–0      | 2–3      |
| AFC Ajax           | 3–1    | Panathinaikos     | 0–1      | 3–0      |

### Finále
| 22. května 1996        |                |                   |                                                                            |
| Juventus FC            | 1 – 1 (prodl.) | AFC Ajax          | Stadio Olimpico, Řím diváci: 67 000 rozhodčí: Manuel Díaz Vega (Španělsko) |
| Fabrizio Ravanelli 12' | Report         | Jari Litmanen 41' | Stadio Olimpico, Řím diváci: 67 000 rozhodčí: Manuel Díaz Vega (Španělsko) |

|                                                                  |       | Penaltový rozstřel                                      |  |
| Ciro Ferrara Gianluca Pessotto Michele Padovano Vladimir Jugović | 4 – 2 | Edgar Davids Jari Litmanen Arnold Scholten Sonny Silooy |  |

## Vítěz
| Liga mistrů UEFA 1995/96 Juventus FC (2. titul) Angelo Peruzzi – Ciro Ferrara, Moreno Torricelli, Pietro Vierchowod, Gianluca Pessotto, Antonio Conte, Vladimir Jugović, Paulo Sousa, Angelo Di Livio, Didier Deschamps, Alessandro Del Piero, Gianluca Vialli , Fabrizio Ravanelli, Michele Padovano Trenér: Marcello Lippi |